# Ivan Logginovič Goremykin
Ivan Logginovič Goremykin (in russo Ива́н Лóггинович Горемы́кин?; Velikij Novgorod, 8 novembre 1839 – Soči, 24 dicembre 1917) è stato un politico russo, che ricoprì numerose cariche durante il regno degli zar Alessandro III e Nicola II.

## Biografia
Ivan Logginovič Goremykin nacque l'8 novembre 1839. Iniziò la sua carriera politica nel ministero della giustizia, per poi passare nel 1891 al ministero dell'interno, di cui fu messo a capo dal 1895 al 1899. Era un controriformista e, per via della sua ideologia ultra-conservatrice, fu particolarmente gradito dallo zar Nicola II, di cui fu uno degli uomini di maggiore fiducia e agiva solo secondo gli ordini ricevuti dall'imperatore. Proprio durante il regno di Nicola II, ricoprì per due volte la carica di primo ministro.
La prima volta sostituì Sergej Witte, nel maggio 1906, ma lasciò la carica poche settimane dopo, a luglio, per via dei continui contrasti con la Duma di Stato a causa della sua politica troppo conservatrice, lasciando il posto a Pëtr Stolypin. Devotissimo alla zarina Aleksandra, l'obbediva in tutto e ascoltava con attenzione le parole di Rasputin, di cui era amico e ne assecondava in ogni modo i piani.
Grazie a Rasputin, venne richiamato dallo zar nel febbraio 1914, in seguito al ritiro dell'attività politica di Vladimir Kokovcov. Pochi mesi dopo l'inizio del suo secondo mandato, scoppiò la prima guerra mondiale. Nel febbraio 1916, lasciò nuovamente la carica, per via dei continui contrasti sia con la Duma che con il Consiglio di Stato, che lo giudicava un uomo troppo all'antica: al suo posto venne nominato Boris Stürmer.
All'indomani della rivoluzione di ottobre, fu riconosciuto come un membro del governo zarista e ucciso da una folla di strada il 24 dicembre 1917.